# Parahilethera xizangensis
Parahilethera xizangensis är en insektsart som beskrevs av Zheng, Z. och G. Ren 2007. Parahilethera xizangensis ingår i släktet Parahilethera och familjen Pyrgacrididae. Inga underarter finns listade i Catalogue of Life.